# Bykowo (rejon totiemski)
Bykowo (ros. Быково) – wieś w Rosji, w rejonie totiemskim obwodu wołogodzkiego. W 2010 r. liczyła 54 mieszkańców.